# Europa Cup (korfbal) 1976
De Europacup korfbal 1976 was de 10e editie van dit internationale korfbaltoernooi.
Het deelnemersveld bestond net als voorgaande jaren uit 6 teams. In deze editie deden twee Nederlandse teams, twee Belgische teams, een Brits team en een debuterend Duits team mee.

## Deelnemers
Poule A
| Club    | Plaats    | Poule |
| ------- | --------- | ----- |
| LUTO    | Amsterdam | A     |
| Kwik    | Merksem   | A     |
| Vultrix | ?         | A     |

Poule B
| Club          | Plaats         | Poule |
| ------------- | -------------- | ----- |
| Ons Eibernest | Den Haag       | B     |
| Boeckenberg   | Antwerpen      | B     |
| Adler Rauxel  | Castrop-Rauxel | B     |

## Het Toernooi

### Poulefase Wedstrijden
Poule A
| Thuisploeg |   | Uitploeg | Uitslag |
| ---------- | - | -------- | ------- |
| LUTO       | - | Vultrix  | 12-3    |
| LUTO       | - | Kwik     | 9-7     |
| Kwik       | - | Vultrix  | 4-3     |

Poule B
| Thuisploeg    |   | Uitploeg     | Uitslag |
| ------------- | - | ------------ | ------- |
| Ons Eibernest | - | Boeckenberg  | 8-4     |
| Ons Eibernest | - | Adler Rauxel | 15-0    |
| Boeckenberg   | - | Adler Rauxel | 7-2     |

## Finales
| 5e&6e plaats |              |   |
|              |              |   |
|              | Vultrix      | 3 |
|              | Adler Rauxel | 7 |

| 3e&4e plaats |             |   |
|              |             |   |
|              | Boeckenberg | 4 |
|              | Kwik        | 7 |

| Finale |               |   |
|        |               |   |
| A1     | LUTO          | 4 |
| B1     | Ons Eibernest | 5 |

| Kampioen EuropaCup 1976     |
| --------------------------- |
| Ons Eibernest Zevende titel |

## Eindklassement
| Positie | Club          |
| ------- | ------------- |
| Goud    | Ons Eibernest |
| Zilver  | LUTO          |
| Brons   | Kwik          |
| 4       | Boeckenberg   |
| 5       | Adler Rauxel  |
| 6       | Vultrix       |